# La Chapelle-Saint-Luc
La Chapelle-Saint-Luc è un comune francese di 13 644 abitanti situato nel dipartimento dell'Aube nella regione del Grand Est.

## Società

### Evoluzione demografica
Abitanti censiti

## Amministrazione

### Gemellaggi
- Neckarbischofsheim, Germania, dal 1971